# 射雕英雄传
《射鵰英雄传》是一部武侠小说，金庸「射鵰三部曲」之第一部，又名《大漠英雄传》。它的发表确立了金庸“武林至尊”的地位。该小说被多次改编成同名電影、电视连续剧、電玩遊戲。

## 背景
《紐約客》（The New Yorker）2018年4月刊出一篇由傅楠（Nick Frisch）執筆的金庸專訪，文中作者表示，《射鵰英雄傳》寫於1957年至1959年期間，以宋宁宗庆元五年（1199年）至成吉思汗逝世（1227年）这段历史为背景，反映了南宋抵抗金国与蒙古两大强敌的斗争，充满爱国的民族主义情愫。《射鵰英雄傳》雖是一部武俠小說，但卻喚起中國書寫歷史最核心的隱喻：以歷史為鏡，凝視古往，以求燭照當下；而金庸的武俠小說為中國人保留住強有力的想像力。

## 歷史
《射鵰英雄傳》小說前後一共有三個版本：連載版（舊版）、流行版（新版）、世紀修訂版（新修版）。

### 新版
連載《射鵰英雄傳》期間，因為金庸在長城電影公司擔任編劇和導演，瑣事繁多，精力時有不殆，所以小說中有很多情節他本人並不是非常滿意。從1970年起，金庸着手修訂所有作品，至1980年全部修訂完畢，是為「新版」，亦稱「修訂版」。由金庸本人的公司明河社重新修訂、出版、發行，冠名《金庸作品集》。
重新修訂後的流行版變成了四十回，改動很大，刪去了連載版中一些與故事或人物並無必要聯繫的情節，如「小紅鳥」、「蛙蛤大戰」、「鐵掌幫行兇」等等，還除去了秦南琴這個人物，將她與穆念慈合而為一，從此穆念慈成為了新版中楊過的生母。而秦南琴在連載版中是楊過的生母，曾和郭靖一同捕捉專吃蛇膽的血鳥，就是傳說中的「小紅鳥」。
血鳥情節日後還在《神鵰俠侶》中跟隨楊過，啄瞎過李莫愁的一隻眼睛，以致公孫止見了李莫愁，竟然說道：「咱們在這裏相會，也可說是有緣，不但是『同病相憐』，而且還是『獨具隻眼』，不不，是『各具隻眼』。」這兩人獨眼相望的場面。而秦南琴的故事一去，血鳥自告消失，《神鵰俠侶》中李莫愁的獨目亦沾光復明，所以這一個改動也算是牽連很大。此外，也加上一些新的情節，如開場時張十五說書、曲靈風盜畫、黃蓉迫人抬轎與長嶺遇雨、黃裳撰作《九陰真經》的經過等等。重修過的流行版比之前連載版成熟、緊湊了很多，此版也較多人所熟知。

### 世紀新修版
無論流行版還是最開始的連載版，裡邊很多角色的年齡問題、部分重要事情的發生順序都有一些混亂矛盾。因此金庸在1999年至2002年期間，結合眾多資深金迷的意見和建議，重新修訂，稱為世紀修訂版（新修版）。
這一版本對書中年代、人物年齡、事跡先後等細節糾正很多，周伯通的年齡、江南七怪的年齡範圍都有微調，也合理解決了郭靖、黃蓉的年齡問題，還對黃藥師眾弟子年齡和關係重新改寫：曲靈風變成了大弟子、梅超風出場時由流行版「四十來歲」年紀年輕至「二十多歲」……除此之外，還給了黃藥師一段家族身世，並對九陰作出解釋，按易經，陽為奇數，陰為偶數，所以《九陰真經》的最高境界應為陰陽相容、剛柔相濟。而書的結尾處，郭靖與黃蓉鎮守的襄陽城變成了更加合理的青州城，直到《神鵰俠侶》故事開始前才退守到襄陽城。

## 情節【故事大意】
南宋寧宗慶元五年（公元1199年）歲末，全真教道士丘處機刺殺私通金人的大宋奸臣王道乾後，路過臨安郊外的牛家村，結識隱居當地的忠良之後郭嘯天及楊鐵心，剛巧郭夫人李萍、楊夫人包惜弱均懷有身孕，丘處機為兩個未出世的孩子分別取名郭靖及楊康，希望二人不忘靖康之恥。此時金國六王爺完顏洪烈領金國殺手追捕丘處機至牛家村，結果一一被丘處機擊殺，惟完顏洪烈身受重傷倒在楊家柴房，為包惜弱一時不忍所救，得以全身而退。完顏洪烈難忘包惜弱美色，數月後勾結南宋官府在完顏洪烈指示下迫害郭楊兩家，結果郭嘯天被殺，而楊鐵心、包惜弱及李萍亦不知所踪。噩耗傳來，郭、楊的好友丘處機怒不可遏，決心要對殺害郭、楊的兇手進行報復。他惦念郭、楊兩家的家眷，在臨安一帶四處奔走打探未果；接著又因受奸人段天德矇騙在嘉興與江南七怪發生衝突，兩敗俱傷。事後，丘處機與江南七怪識破奸人陰謀，釋兵言和，但比武未分勝負，丘處機相約江南七怪一同尋人，由自己去救助楊鐵心妻子包惜弱，江南七怪去救助郭嘯天妻子李萍，並各自將兩家的孩子教養成人，十八年後重會嘉興，由郭楊後人代為比武再分勝負。江南七怪義薄雲天，慨然應諾。原來李萍在丈夫遇難後，先受到南宋軍官段天德挾持，之後段天德為逃避江南七怪追捕，脅李萍北上金國中都，二人又為金兵所俘前往塞外當苦工，李萍一路漂流到了蒙古大漠被棄，在野外產下一子，最後為蒙古牧民所救，在蒙古居住。李萍依丈夫遺言為孩子取名郭靖。而完顏洪烈假裝從宋兵手上救出包惜弱，並向她訛稱其夫楊鐵心已死，無依無靠又被蒙騙的包惜弱惟有投靠完顏洪烈，後來下嫁他成為金國王妃，其子楊康亦在完顏洪烈王府中出生，被他視為己出。
光陰飛轉，轉眼郭靖已經六歲，這一年他因捨命保護草原英雄哲別受到蒙古大汗鐵木真賞識，被鐵木真帶回軍營，不久又與鐵木真的幼子拖雷結為“安答”（兄弟）。此時江南七怪也尋訪郭靖母子到了蒙古，並終於在一次偶然機會中找到了郭靖，六年辛苦於一日之間得到報酬，七怪喜上眉梢，當即便對郭靖啟蒙，開始傳習各門武功。十年後，郭靖已長成為一個粗壯少年，他雖天資魯鈍，但由於六怪嚴督緊促，再加上自己勤奮努力，後又因得全真教掌教馬鈺傳授玄門內功，武功已經初成。而中途遇上江南七怪仇人梅超風和丈夫陳玄風，陳玄風被郭靖無意中殺害，梅超風則雙目失明。而江南七怪的張阿生殞命。這十年鐵木真東征西討，終於統一大漠，被尊為“成吉思汗”。郭靖因頗具戰功，被成吉思汗招為“金刀駙馬”，決定把女兒華箏公主許配給郭靖。
十八年之約將至，江南六怪帶郭靖南歸，為了讓郭靖歷練江湖經驗，六怪命郭靖先行，自己尾隨其後。郭靖趕到張家口，與女扮男裝的小叫化子黃蓉相遇，兩人一見如故，彼此傾心,但郭靖不知黃蓉乃女兒之身。郭靖一路南行至金國中都，在城中見到江湖賣藝者穆易為他的女兒穆念慈進行比武招親，結果金國王子完顏康上台打敗穆念慈，但事後不願迎娶她，並打傷穆易。郭靖不滿完顏康欺負穆易父女，與之發生惡戰，後得全真教道士王處一及王妃介入，才暫化解紛爭。後來郭靖得知穆易真正身份乃是生父郭嘯天的結拜兄弟楊鐵心，原來楊鐵心當年大難不死，更收養孤女穆念慈，之後化名穆易，以賣武為生，一直尋找失散妻兒下落。後來完顏康帶楊鐵心及穆念慈到王府，楊鐵心發現王妃就是自己妻子包惜弱，而王子完顏康正是郭靖未曾見過面的義弟，亦即是自己與包惜弱之親生兒子楊康。楊鐵心與包惜弱相認，包惜弱得知丈夫尚在人間，及被完顏洪烈欺瞞多年後，決心隨楊鐵心逃離王府，並得郭靖、黃蓉、丘處機及江南七怪等人協助逃走，但被完顏洪烈的親兵及高手追捕，最後楊鐵心與包惜弱見逃走不成，雙雙自殺，包惜弱死前向楊康說明他的身世秘密，但楊康不願接受事實，更拒絕承認楊鐵心為生父。
楊鐵心夫妻死後，郭靖知道了黃蓉乃桃花島島主及武學宗師“東邪”黃藥師之女（東邪黃藥師、西毒歐陽鋒、南帝段智興及北丐洪七公四人齊名、而第五人中神通是全真教創始人王重陽、武功最高。）而丘處機及江南七怪打算許配穆念慈予郭靖為妻，黃蓉不滿，拉走郭靖離開。郭靖、黃蓉相伴而行，在長江邊他們與一個舉止奇異的老乞丐相識，這個老乞丐便是與黃蓉之父——桃花島島主“東邪”黃藥師——齊名的武學宗師丐幫幫主“北丐”洪七公，洪七公喜歡郭靖樸實忠厚，更喜黃蓉伶俐聰敏，遂將兩人收入門牆，並把平生傑作剛猛絕倫的降龍十八掌授予郭靖。靖、蓉辭別洪七公，繼續南行，在太湖歸雲莊兩人不期與被太湖群雄截獲的金國欽差楊康和殺害郭嘯天的南宋軍官段天德相遇。楊康殺死段天德，並從中得知郭楊兩家淵源和自己的身世，楊康答應與完顏洪烈決裂，並與郭靖結義。而歸雲莊陸莊主與梅超風同為黃蓉之父一代宗師黃藥師之弟子，因梅超風及其丈夫盗取師父九陰真經下卷而全部弟子皆被逐出門外。黃藥師十分後悔而後重收他們為弟子。而黃藥師認為郭靖不該殺了陳玄風而發生爭鬥，由郭靖定下三個月後到黃藥師的桃花島做了斷而結束。
但楊康終究難捨金國王子的榮華富貴，將郭靖北上行刺完顏洪烈的計劃洩漏出去。郭靖行刺不成，遂與黃蓉僱舟入海，趕往桃花島，在島上他巧遇武林奇人全真派高手，王重陽師弟周伯通，與這位嗜武成狂為老不尊的“老頑童”義結金蘭，並得周伯通傳授「雙手互搏之術」。「西毒」歐陽鋒的私生子歐陽克垂涎黃蓉美色，叔姪二人到桃花島向黃藥師提親，但在黃蓉要求下歐陽克要與郭靖比試，結果郭靖在洪七公相助下打敗歐陽克，卻因周伯通在郭靖不知情傳了他九陰真經而壞了事，與西毒和周伯通他們一起離開。但之後周伯通因與歐陽鋒的一個賭賽被迫跳海自盡（但周伯通跳海後在海上騎鯊魚反而保住性命）。歐陽鋒迫郭靖寫下九陰真經，郭靖卻在洪七公指示下寫出九陰假經。後來洪七公遭歐陽鋒暗算重傷，歐陽鋒及郭靖不知所蹤，與黃蓉及歐陽克流落一荒島（此島後被洪七公命名為壓鬼、吃尿島）。黃蓉臨危受命，接替了洪七公的丐幫幫主之位，成為丐幫第19任幫主。郭靖和歐陽鋒後與三人重逢。郭靖和黃蓉靠九陰真經逃離歐陽鋒魔掌。後來郭靖、黃蓉、洪七公和原來未死的周伯通到京城阻止完顏洪烈等人奪得岳飛遺下的武穆遺書，卻只取得一卷軸，郭靖也被已投靠完顏洪烈的歐陽鋒打得重傷。郭靖和黃蓉靠九陰真經療傷，留重傷未癒的洪七公和周伯通在京城。卻遇上黃藥師和華箏。郭靖只好向黃蓉父女坦承金刀駙馬一事，並為了遵守承諾，決定和華箏結婚。黃蓉雖然心傷，但知道郭靖始終愛她，二人也沒有分離。郭靖和黃蓉一同趕往岳州參加丐幫大會。與此同時楊康也來到岳州的軒轅台，他先勾結丐幫中的「淨衣派」捉拿郭靖與黃蓉，之後利用盜取得來的丐幫打狗棒，企圖假冒丐幫新任幫主，驅使幫眾投降金國，要統領丐幫以助金國統一天下。幸靖、蓉及時揭穿了楊康密謀奪取丐幫幫主之位的陰謀詭計；後來郭靖助黃蓉從楊康手中奪回打狗棒，而黃蓉則使出真正的「打狗棒法」大敗楊康，最終令黃蓉真正被丐幫眾人承認為洪七公親自欽點的繼任人——丐幫第19任幫主。數日後，靖、蓉據在京城裏的卷軸尋找岳飛的《武穆遺書》來到滬溪鐵掌幫禁地，結果行踪暴露，黃蓉被鐵掌幫幫主裘千仞以鐵掌打成重傷瀕死，幸最後郭靖尋得已經退位出家的“南帝”一燈大師以一陽指拯救才免黃蓉一死。
此間，歐陽鋒夥同楊康潛入桃花島，將在島上做客的江南七怪中的朱聰等五人殺害，並趁機嫁禍給黃藥師，及使郭靖遷怒於黃蓉遂情海翻波，意圖挑起江湖紛爭希望能從中得利。事後黃蓉機智地在嘉興鐵槍廟中揭穿了歐陽鋒及楊康的陰謀給躲藏在「鐵槍」王彥章石像後的柯鎮惡聽到，最終替黃藥師洗脫了殺人罪名，並將作惡多端的楊康除掉，但她自己卻落入了歐陽鋒的魔爪。後來郭靖從柯鎮惡口中得知江南五怪被殺之真相，知道黃蓉為揭此事真相以身犯險最後更被「西毒」歐陽鋒捉走，便悔恨自己在此事上傷透了黃蓉的心，心中對她愧疚萬分，於是四處奔走尋訪她的下落，結果卻是音信皆無，靖、蓉兩人失散達半年之久。
郭靖尋訪到了蒙古大漠，正趕上成吉思汗西征花剌子模，為了擒殺殺父仇人完顏洪烈，郭靖請命出征，被成吉思汗任命為右軍統帥。不久黃蓉及歐陽鋒也先後來到西征軍中，郭靖更得丐幫長老魯有腳與一眾丐幫弟子幫助下在西域初冬時節於禿木峰頂與黃蓉重逢，他為讓歐陽鋒不傷害黃蓉，答應抓到他三次饒他不死。後靖、蓉聯手與歐陽鋒展開惡鬥，三次將他擒獲。接著郭靖又依黃蓉之計，在攻打花剌子模都城撒馬爾罕的戰鬥中立下大功，還殺了完顏洪烈，終報殺父之仇，但隨後郭靖、黃蓉二人再度因誤會而分開，之後郭靖更被歐陽鋒所欺騙，以為黃蓉已死於蒙古大漠的流沙中因而心灰意冷。另一方面，成吉思汗在西征成功後產生了南下攻宋的野心，郭靖因不願與自己的父母之邦作戰，決心與母親李萍連夜逃離蒙古，不料卻被成吉思汗察覺，母親被擒，李萍為保兒子忠義，當場自殺身亡，而郭靖因得哲別及拖雷相助才得以逃離蒙古，此事亦間接地導致他和華箏的婚約終止。郭靖慘遭巨變後，心灰意冷，逃回中原後因身穿蒙古服飾被宋人認定為蒙古韃子，與蒙古兵一樣殘暴而被痛打一頓，郭靖被打而不還手，幸得丘處機相救。
在第二次華山論劍中，東邪、西毒、北丐以及被洪七公開導的郭靖紛紛出手，最後“武功天下第一”被逆練九陰真經而瘋瘋癲癲的歐陽鋒奪得。期間郭靖再度重遇因誤會而出走的黃蓉，兩人解開一切誤會，和好如初，並在第二次華山論劍後在黃藥師和洪七公面前訂下婚約。
在本故事的結尾，郭靖受邀前去見成吉思汗最後一面，並向成吉思汗講述自己認為對英雄的定義。成吉思汗年老力衰，病重垂死，崩於金帳時口中仍念念不忘郭靖對他說的「英雄」定義。  
此後郭靖與蒙古恩斷義絕，返回中原後與黃蓉成親並定居桃花島十多年，直至蒙古正式侵宋時才舉家遷至襄陽城禦敵。（郭靖和黄蓉的事迹在《神鵰俠侶》中續有敘述。）

## 主要人物
- 郭靖：郭嘯天與李萍之子，生于蒙古，後南下中原並於張家口邂逅黃蓉與其成為情侶，一起闖蕩江湖，本書結尾時更迎娶黃蓉為妻子，之後並定居桃花島十餘載。师承江南七怪、蒙古神射手哲別、丹陽子馬鈺、「北丐」洪七公和「老顽童」周伯通。虽然鲁钝但极为忠义，儘管多次被自己的結拜兄弟楊康背叛，但看在郭楊兩家是世交的份上，而不忍痛下殺手，希望楊康能迷途知返。擅長降龍十八掌、空明拳、雙手互搏和練成了《九陰真經》。本書結尾時成為絕頂高手，武功可與「天下五絕」並駕齊驅。後更於《神鵰俠侶》中的第三次華山論劍繼承了師父洪七公的五絕稱號，號稱為「北俠」。
- 黄蓉：「東邪」黃藥師與馮氏之獨生女、「北丐」洪七公之徒，於張家口邂逅郭靖後與其成為情侶，一起闖蕩江湖，本書結尾時更嫁給郭靖成為其妻子。後在明霞島上臨危受命，接替了洪七公的丐幫幫主之位，成為丐幫第19任幫主，為首名女性執掌丐幫。機智聰明，精通奇門遁甲之術，而且擅長滿天花雨擲金針、落英神劍掌和打狗棒法。
- 杨康：楊鐵心與包惜弱之子，从小在金朝王府长大，為人狡詐卑鄙，在王府時認金國六王爺完顏洪烈作父，更曾改名為完顏康和協助金人奪得《武穆遺書》，後被宋人認為他認賊作父及賣國賊。因比武招親與穆念慈邂逅並墮入愛河。原为长春子丘处机之徒，后来拜黑風雙煞的梅超风为师，習得九陰白骨爪和摧心掌。因歐陽克覬覦穆念慈的美色而殺害他，更嫁媧給自己的結拜兄弟郭靖，並順水推舟拜「西毒」歐陽鋒為師。後又在桃花島上大開殺戒，與歐陽鋒合作將江南七怪殺害，最後江南七怪僅剩柯鎮惡一人倖存，二人並把罪行嫁媧給黃藥師，意圖使武林混亂，自己則坐收漁人之利。最後因中了黃蓉的計謀，而误触欧阳锋的蛇毒而慘死於嘉興鐵槍廟中。為楊過之生父，但楊過從未見過他，可是人人覺得他們父子彼此面貌十分相似。

## 書評
倪匡「在1957年，若是有看小说而不看《射雕英雄传》的，简直是笑话。」

## 小說回目
- 第01回：風雪驚變
- 第02回：江南七怪
- 第03回：大漠風沙
- 第04回：黑風雙煞
- 第05回：彎弓射雕
- 第06回：崖頂疑陣
- 第07回：比武招親
- 第08回：各顯神通
- 第09回：鐵槍破犁
- 第10回：冤家聚頭
（新修版改為「往事如煙」）
- 第11回：長春服輸
- 第12回：亢龍有悔
- 第13回：五湖廢人
- 第14回：桃花島主
- 第15回：神龍擺尾
- 第16回：九陰真經
- 第17回：雙手互搏
- 第18回：三道試題
- 第19回：洪濤群鯊
（新修版改為「洪濤鯊羣」）
- 第20回：竄改經文
（新修版改為「九陰假經」）
- 第21回：千鈞巨岩
- 第22回：騎鯊遨遊
- 第23回：大鬧禁宮
- 第24回：密室療傷
- 第25回：荒村野店
- 第26回：新盟舊約
- 第27回：軒轅台前
- 第28回：鐵掌峰頂
- 第29回：黑沼隱女
- 第30回：一燈大師
- 第31回：鴛鴦錦帕
- 第32回：湍江險灘
- 第33回：來日大難
- 第34回：島上巨變
- 第35回：鐵槍廟中
- 第36回：大軍西征
- 第37回：從天而降
- 第38回：錦囊密令
- 第39回：是非善惡
- 第40回：華山論劍

### 三育圖書（連載書本版）
- 一：雪地鋤奸01風雪驚變
- 二：午夜驚變
- 三：江南七怪02江南七怪
- 四：酒樓賭技
- 五：古刹惡戰
- 六：萬里追蹤03大漠風沙（黃沙莽莽）
- 七：雙雄鬥箭
- 八：青霜寒光
- 九：黑風雙煞04黑風雙煞
- 十：荒山之夜
- 十一：彎弓射鵰05彎弓射鵰
- 十二：三髻道人
- 十三：崖頂疑陣06崖頂疑陣
- 十四：初試身手
- 十五：汗血寶馬
- 十六：繡鞋錦袍07比武招親
- 十七：邂逅揮拳
- 十八：各顯神通08各顯神通
- 十九：隔牆有耳09鐵槍破犁
- 二十：鐵槍故衣
- 廿一：冤家聚頭10冤家聚頭（往事如煙）
- 廿二：戰陣傳功11長春服輸
- 廿三：以毒攻毒
- 廿四：九指神丐
- 廿五：亢龍有悔12亢龍有悔
- 廿六：刻骨相思
- 廿七：五湖廢人13五湖廢人
- 廿八：群蛇亂舞
- 廿九：頂缸渡水
- 三十：青袍怪客
- 卅一：桃花島主14桃花島主
- 卅二：神龍擺尾15神龍擺尾
- 卅三：富貴無極
- 卅四：洞中奇人16九陰真經
- 卅五：雙手互搏17雙手互搏
- 卅六：九陰奇功
- 卅七：簫箏鬥勝
- 卅八：三道試題18三道試題
- 卅九：墓中秘室
- 四十：鯊群蛇陣19洪濤群鯊（洪濤鯊群）
- 四一：海上拼鬥20竄改經文（九陰假經）
- 四二：打狗棒法
- 四三：萬鈞巨岩21千鈞巨岩
- 四四：真功假功
- 四五：騎鯊遨遊22騎鯊遨游
- 四六：荒村野店
- 四七：大鬧禁宮23大鬧禁宮
- 四八：密室療傷24密室療傷
- 四九：仗義傳訊25荒村野店
- 五十：洞房花燭
- 五一：鐵槍殺奸
- 五二：天罡北斗
- 五三：惡鬥東邪
- 五四：新盟舊約26新盟舊約
- 五五：蛙蛤大戰
- 五六：岳陽樓頭27軒轅台前
- 五七：鐵掌神功
- 五八：大戰君山
- 五九：武穆遺書28鐵掌峰頂
- 六十：黑沼隱女29黑沼隱女
- 六一：漁樵耕讀
- 六二：一燈大師30一燈大師
- 六三：鴛鴦錦帕31鴛鴦錦帕
- 六四：深宮驚變
- 六五：午夜尋仇
- 六六：紅顏薄命32湍江險灘
- 六七：青龍險灘
- 六八：賭賽定力33來日大難
- 六九：深痛巨創34島上巨變
- 七十：烟雨風雲35鐵槍廟中
- 七一：問道於旨
- 七二：古廟之夜
- 七三：流毒無窮36大軍西征
- 七四：大軍西征37從天而降
- 七五：沙坑冰柱
- 七六：冰峯神機38錦囊密令
- 七七：石屋悶戰
- 七八：大是大非39是非善惡
- 七九：回頭是岸
- 八十：華山論劍40華山論劍
- 八一：白骨黃沙
- （81回僅出現在初版「續16冊」，再版後併入第16冊，回目名改為尾聲。）

### 香港商報（連載報紙版）
- 一：午夜驚變
- 二：萬里追蹤
- 三：大漠產子
- 四：八師一徒
- 五：三髻道人
- 六：崖頂屍蹤
- 七：初試身手
- 八：汗血寶馬
- 九：喜逢新知
- 十：邂逅揮拳
- 十一：冤家聚頭
- 十二：父母之命
- 十三：九指神丐
- 十四：千古遺恨
- 十五：洞中奇人
- 十六：雙手互搏
- 十七：九陰奇功
- 十八：三道試題
- 十九：墓中密室：
- 二十：海上拼鬥
- 二一：虎視耽耽
- 二二：真功假功
- 二三：荒村野店
- 二四：大鬧杭城
- 二五：密室七日
- 二六：天罡北斗
- 二七：新盟舊約
- 二八：新盟舊約
- 二九：畫中秘密
- 三十：蛙蛤大戰
- 三一：君山大會
- 三二：鐵掌峯下
- 三三：桃源避禍
- 三四：一燈大師
- 三五：恩怨愛憎
- 三六：青龍險灘
- 三七：終老是鄉
- 三八：深痛巨創
- 三九：烟雨風雲
- 四十：古廟之夜
- 四一：撲朔迷離
- 四二：沙中陷阱
- 四三：大是大非
- 四四：華山論劍
- 四五：白骨黃沙

## 譯本

### 英文
- The Legend of the Condor Heroes（四冊），郝玉青（Anna Holmwood）、張菁（Gigi Chang）、Shelly Bryant根據新修版翻譯，英國出版社Maclehose Press於2018年起陸續出版。[5][6]

## 改編作品
射鵰英雄傳被先后拍摄了多部电影、电视剧等。

### 電影
- 1958／1959年，《射鵰英雄傳》，共2集，香港峨嵋電影公司，導演胡鵬，編劇苗青，曹達華飾郭靖，容小意飾黃蓉／馮蘅，林蛟飾楊康，黎坤蓮飾穆念慈，李清飾楊鐵心，梅綺飾包惜弱，劉少文飾郭嘯天，李香琴飾李萍，石堅飾黃藥師／丘處機，檸檬飾洪七公，林魯岳飾歐陽鋒／哲別，劉少文飾周伯通，何少雄飾裘千仞，黃楚山飾王處一，楊業宏飾王重陽，邵漢生飾柯鎮惡，吳殷志飾朱聰，陳耀林飾韓寶駒，周小來飾南希仁，胡笳飾韓小瑩，徐松鶴飾全金發，唐佳飾張阿生，何山飾完顏洪烈，袁小田飾梁子翁，朱超飾段天德，陳錦棠飾陸乘風，麥先聲飾陸冠英，陳立品飾梅超風

- 1977年，《射鵰英雄傳》，香港邵氏公司，導演張徹，傅聲飾郭靖，恬妞飾黃蓉，李藝民飾楊康，惠英紅飾穆念慈，谷峰飾洪七公，郭追飾周伯通，李修賢飾歐陽克，王龙威饰欧阳锋，顾冠忠饰黄药师，余海伦饰梅超风，王庆良饰陈玄风，葉天行饰陆乘风，狄龙饰南帝段智興，杨尔秋饰丘处机，李少华饰王处一，蔡弘饰柯镇恶，林辉煌饰朱聪，罗坤霖饰韩宝驹，陆剑明饰南希仁，储陆峰饰张阿生，赵中兴饰全金發，周洁饰韩小莹

- 1978年，《射鵰英雄傳續集》，香港邵氏公司，導演張徹，傅聲飾郭靖，妞妞飾黃蓉，李藝民飾楊康，惠英紅飾穆念慈，谷峰飾洪七公，郭追飾周伯通，李修賢飾歐陽克，羅莽飾裘千仞，孫建飾陸冠英，林珍奇飾程瑤迦

- 1981年，《射鵰英雄傳第三集》，香港邵氏公司，導演張徹，傅聲飾郭靖，妞妞飾黃蓉，郭追飾周伯通，狄龍飾一燈（段智興），井莉飾劉瑛，羅莽飾裘千仞，江生飾漁，孫建飾讀-朱子柳，鹿峯飾耕-武三通，余太平飾楊康

- 1993年，《射鵰英雄傳之東成西就》，香港學者有限公司，導演劉鎮偉，張學友飾洪七公，張國榮飾黃藥師，梁家輝飾段智興，梁朝偉飾歐陽鋒，劉嘉玲飾周伯通，鍾鎮濤飾王重陽

- 1994年，《東邪西毒》，香港學者有限公司，導演王家衛，張國榮飾歐陽鋒，張曼玉飾歐陽鋒嫂子，林青霞飾慕容燕／慕容嫣，梁家輝飾黃藥師，梁朝偉飾盲劍客，張學友飾洪七公，劉嘉玲飾桃花，楊采妮飾村姑

- 2025年，《射鵰英雄傳：俠之大者》，中國電影股份有限公司，導演徐克，肖战饰郭靖，庄达菲饰黄蓉，梁家輝飾歐陽鋒，巴雅尔图飾大汗，胡军飾洪七公

### 網路電影
- 2021年，《射雕英雄傳之九陰白骨爪》，中國北京拉近影业，導演傅鸫，严屹宽飾黃藥師，阮巨飾梅超风，黄曦彦飾陈玄风，何昶希飾欧阳克，更登彭措飾欧阳锋，汪小敏飾冯蘅，林柏叡飾杨康，杨秀措飾韩小莹，廖银玥飾黄蓉，刘涵飾郭靖

- 2021年，《射雕英雄传之降龙十八掌》，中國中影寰亚音像制品，導演朱凌锋／刁羽，耿业庭飾郭靖，林妍柔飾黄蓉，杜德伟飾欧阳锋，關禮傑飾黃藥師，朱鉴然飾欧阳克，岳冬峰飾洪七公，蒋中炜飾柯镇恶，駱應鈞飾王重阳，林子聰飾周伯通

### 衍生劇
- 1992年，《中神通王重阳》，20集，香港無線，監製余明生，郑伊健飾王重陽、梁艺龄飾林朝英

- 1993年，《九阴真经》，20集，香港無線，監製潘嘉德，姜大卫飾黃藥師、梁佩玲飾馮蘅、张智霖飾陳玄風、关宝慧飾梅超風、罗乐林飾歐陽鋒

- 1994年，《南帝北丐》，20集，香港無線，監製莊偉建，鄭伊健飾段智興、魏骏杰飾洪七公、陈加玲飾劉瑛姑、黎耀祥飾周伯通

### 电视剧
| 年份     | 1976年     | 1983年                                     | 1988年                             | 1994年     | 2003年     | 2008年     | 2017年                    | 2024年                                                           |
| 名稱     | 射鵰英雄傳 | 射鵰英雄傳之 •鐵血丹心 •東邪西毒 •華山論劍 | 射鵰英雄傳之 •大漠英雄傳 •華山論劍 | 射鵰英雄傳 | 射鵰英雄傳 | 射鵰英雄傳 | 射鵰英雄傳                | 金庸武俠世界之 •鐵血丹心 •九陰真經 •東邪西毒 •南帝北丐 •華山論劍 |
| 電視台   | 佳藝電視   | 香港無綫                                   | 中國電視公司                       | 香港無綫   | 慈文影視   | 唐人电影   | 華策影視                  | 企鵝影視、耀客传媒                                               |
| 地區     | 香港       | 香港                                       | 台灣                               | 香港       | 中國大陸   | 中國大陸   | 中國大陸                  | 中國大陸                                                         |
| 集數     | 60集       | 第一輯：19集 第二輯：20集 第三輯：20集     | 36集                               | 35集       | 42集       | 50集       | 52集                      | 60集                                                             |
| 監製     | 蕭笙       | 王天林                                     | 周遊 李朝永                        | 李添勝     | 張紀中     | 李國立     | 郭靖宇                    | 王娟                                                             |
| 角色     | 演員       | 演員                                       | 演員                               | 演員       | 演員       | 演員       | 演員                      | 演員                                                             |
| 郭靖     | 白彪       | 黃日華 （童年：馮志豐）                    | 黃文豪                             | 張智霖     | 李亞鵬     | 胡歌       | 楊旭文 （童年：董李無憂） | 此沙 （童年：龚珏睿）                                            |
| 黃蓉     | 米雪       | 翁美玲                                     | 陳玉蓮                             | 朱茵       | 周迅       | 林依晨     | 李一桐                    | 包上恩                                                           |
| 楊康     | 梁小龍     | 苗僑偉                                     | 潘宏彬                             | 羅嘉良     | 周杰       | 袁弘       | 陳星旭                    | 王弘毅 （童年：金傲宸）                                          |
| 穆念慈   | 孟秋       | 楊盼盼                                     | 邱淑宜                             | 關寶慧     | 蔣勤勤     | 劉詩詩     | 孟子義                    | 黃羿                                                             |
| 黃藥師   | 陳惠敏     | 曾江                                       | 李藝民                             | 駱應鈞     | 曹培昌     | 黃秋生     | 苗僑偉                    | 周一圍                                                           |
| 歐陽鋒   | 楊澤霖     | 楊澤霖                                     | 龍天翔                             | 朱鐵和     | 尤勇       | 徐錦江     | 黑子                      | 高偉光                                                           |
| 段智興   | 鍾志強     | 劉兆銘                                     | 樊日行                             | 黎漢持     | 王衛國     | 肖榮生     | 呂良偉                    | 何潤東                                                           |
| 洪七公   | 陳飛龍     | 劉丹                                       | 江生                               | 劉丹       | 孫海英     | 梁家仁     | 趙立新                    | 明道                                                             |
| 周伯通   | 秦煌       | 秦煌                                       | 龍冠武                             | 黎耀祥     | 趙亮       | 李彧       | 寧文彤                    | 田雷                                                             |
| 丘處機   | 麥天恩     | 夏雨                                       | 楊元璋                             | 林尚武     | 周浩東     | 趙毅       | 邵峰                      | 李进荣                                                           |
| 柯鎮惡   | 溫泉       | 江毅                                       | 茅靜順                             | 江毅       | 劉立偉     | 鄧立民     | 王奎榮                    | 葛四                                                             |
| 歐陽克   | 劉江       | 黃允材                                     | 戈偉家                             | 林偉       | 修慶       | 李解       | 劉智揚                    | 张志浩                                                           |
| 裘千仞   | 黃國良     | 石堅                                       | -                                  | 洪朝豐     | 李彧       | 王建國     | 蔣一銘                    | 赵健                                                             |
| 裘千丈   | 黃國良     | 石堅                                       | -                                  | 洪朝豐     | 李彧       | 王建國     | 蔣一銘                    | 赵健                                                             |
| 郭嘯天   | 曾江       | 朱鐵和                                     | 黃文豪                             | 曾偉權     | 李锋       | 任天野     | 邵兵                      | 言杰                                                             |
| 李萍     | 丁茵       | 蘇杏璇                                     | 劉筱平                             | 吳麗珠     | 呂麗萍     | 伍宇娟     | 曾黎                      | 宋欣洁                                                           |
| 楊鐵心   | 秦沛       | 謝賢                                       | 向雲鵬                             | 林嘉華     | 丁海峰     | 翁家明     | 李宗翰                    | 姬晨牧                                                           |
| 包惜弱   | 陳思思     | 李司棋                                     | 林秀君                             | 梁婉靜     | 何晴       | 周海媚     | 劉芊含                    | 赵子琪                                                           |
| 陳玄風   | 簡而清     | 楊炎棠                                     | 尤國棟                             | 馬德鐘     | 張笑君     | 王雲超     | 張喜來                    | 何与                                                             |
| 梅超風   | 張敏婷     | 黃文慧                                     | 陳麗華                             | 麥翠嫻     | 楊麗萍     | 孔維       | 米露                      | 孟子義                                                           |
| 傻姑     | 陳玉薇     | 陳安瑩                                     | -                                  | 陳潔儀     | 黃小蕾     | 王莎莎     | 夏梓桐                    | 刘德熙                                                           |
| 陸乘風   | 曹达华     | 關海山                                     | -                                  | 方傑       | 烏蘭寶音   | 楊一凡     | 常铖                      | 葉祖新                                                           |
| 陸冠英   | 張鴻昌     | 惠天賜                                     | 李龍吟                             | 郭政鴻     | 黃沖       | 應昊茗     | 宮正楠                    | 王羽铮                                                           |
| 程瑤迦   | -          | 陳秀珠                                     | 翟玉娘                             | 陳蕊       | 任袁媛     | -          | 隋雨蒙                    | 范静祎                                                           |
| 馬鈺     | 湯錦棠     | 張英才                                     | 黃關雄                             | 鄺佐輝     | 李心敏     | 楊藝       | 王力                      | 王九胜                                                           |
| 譚處端   | -          | 李國麟                                     | -                                  | 葉鎮華     | -          | 劉建偉     | 趙秋生                    | 马学雷                                                           |
| 劉處玄   | -          | 麥子雲                                     | -                                  | 梁欽棋     | 張永生     | 龔志璽     | 宋濤                      | 李槐龙                                                           |
| 王處一   | 巴山       | 梁少狄                                     | 江英                               | 陳榮峻     | 王剛       | 陽光       | 郭軍                      | 郑皓原                                                           |
| 郝大通   | -          | 鄭藩生                                     | -                                  | 羅維       | -          | 徐小明     | 劉威                      | 俞名阳                                                           |
| 孫不二   | 胡茵茵     | 程可為                                     | -                                  | 文潔雲     | -          | 邱姿       | 趙聰                      | -                                                                |
| 甄志丙   | 陳耀林     | 鄺佐輝                                     | -                                  | 林家棟     | 李偉       | 宋洋       | 王林                      | 谭琍敏                                                           |
| 趙志敬   | -          | 甘國衛                                     | -                                  | -          | -          | -          | -                         | -                                                                |
| 成吉思汗 | 凌漢       | 秦沛                                       | 李志堅                             | 劉江       | 巴森       | 巴音       | 鄭斌輝                    | 王力                                                             |
| 華箏     | 林欣欣     | 黃造時                                     | 冼煥貞                             | 陳珮珊     | 阿斯茹     | 謝娜       | 代文雯                    | 马丽亚                                                           |
| 拖雷     | 凌漢       | 戴志偉                                     | 丁華寵                             | 黃智賢     | 斯琴毕力格 | 許聖楠     | 侯瑞祥                    | 郭金也                                                           |
| 哲別     | 楊斯       | 張雷                                       | 韋弘                               | 何浩源     | 巴音       | 譚建昌     | 傅天驕                    | 王小伟                                                           |
| 完顏洪烈 | 鄭雷       | 劉江                                       | 謝屏楠                             | 王偉       | 鲍大志     | 郭亮       | 宗峰岩                    | 赵峥                                                             |
| 完顏洪熙 | -          | 葉天行                                     | -                                  | 關菁       | 佟瑞敏     | 張雷       | -                         | -                                                                |
| 劉瑛     | 黃文慧     | 曾慶瑜                                     | 彭筱蘭                             | 蔣文端     | 梁麗       | 劉立淇     | 張楷依                    | 尤靖茹                                                           |
| 朱聰     | 甘山       | 許紹雄                                     | 丁仰國                             | 艾威       | 于又川     | 金良       | 姬晨牧                    | 高子沣                                                           |
| 韓小瑩   | 張靜宜     | 斑斑                                       | 徐若華                             | 陳安瑩     | 趙楓       | 何思融     | 肖茵                      | 沙漩                                                             |
| 南希仁   | 鄘偉雄     | 談泉慶                                     | -                                  | 鄭家生     | 楊光華     | 韓志       | 馬京京                    | 白海龙                                                           |
| 韓寶駒   | 吳明才     | 曾偉明                                     | -                                  | 黃天鐸     | 巴特爾     | 郭明爾     | 王春元                    | 李树                                                             |
| 全金發   | 韓國才     | 高雄                                       | -                                  | 博君       | 王偉       | 王政權     | 龍德                      | 高峰                                                             |
| 張阿生   | 白沙力     | 駿雄                                       | -                                  | 李耀敬     | 謝寧       | 陳剛       | 信鵬                      | 宁小花                                                           |
| 魯有腳   | 羅樂林     | 關達泉                                     | -                                  | 陳勉良     | 張衡平     | 王柏君     | 宋慶                      | 王鲁                                                             |
| 彭長老   | -          | 吳孟達                                     | -                                  | 李海生     | -          | 史濟普     | 盧森堡                    | 吴文璟                                                           |
| 簡長老   | -          | 徐廣林                                     | -                                  | 虞天偉     | 陶吉新     | 金有名     | 范忠華                    | 侯传杲                                                           |
| 梁長老   | -          | 駱應鈞                                     | -                                  | 薛純基     | 白建才     | 趙恩全     | 劉禹                      | 田重                                                             |
| 金章宗   | -          | 譚一清                                     | -                                  | -          | -          | 于子寬     | -                         | -                                                                |
| 梁子翁   | 唐廸       | 白文彪                                     | 唐復雄                             | 鄧煜榮     | 楊念生     | 過齊鳴     | 高玉慶                    | 陈剑                                                             |
| 靈智上人 | 尹發       | 劉國誠                                     | -                                  | 曹濟       | 諾日布     | 李慶祥     | 任希鴻                    | 王铂清                                                           |
| 王重陽   | 鮑漢琳     | 李建川                                     | 許家榮                             | 郭德信     | 張紀中     | 姬麒麟     | 韓棟                      | 于謹維                                                           |
| 林朝英   | -          | -                                          | -                                  | -          | -          | -          | -                         | -                                                                |
| 馮衡     | -          | 陳嘉儀                                     | 陳玉蓮                             | 何潔珊     | 胡彩虹     | 王曉晨     | 李依曉                    | 陳都靈                                                           |
| 裘千尺   | -          | -                                          | -                                  | -          | -          | -          | -                         | -                                                                |
| 段天德   | 羅祖       | 羅國維                                     | -                                  | 黃一飛     | 劉魁       | -          | 余皚磊                    | 孙斌                                                             |
| 耽敏     | -          | -                                          | -                                  | -          | -          | -          | -                         | 羅秋韻                                                           |
| 依火     | -          | -                                          | -                                  | -          | -          | -          | -                         | 哈妮克孜                                                         |

## 廣播劇
- 1982年：香港電台第一台製作《射鵰英雄傳》廣播劇，合共92集，於1982年1月28日至1982年6月4日播出。約於1996年深夜二時重播。

製作人員
監製：
編導：李學斌
改編：唐陵
錄音：陳鑑培
聲演
張志輝 飾 郭靖；
陳潤成 飾 「北丐」洪七公；
溫　泉 飾 「西毒」歐陽鋒；
李學斌 飾 歐陽克。
- 2021年：中央广播电视总台云听联合朗声图书制作《射雕英雄传》有声剧。

## 电子游戏
- 《射雕英雄傳》（PlayStation平台的中文RPG游戏）

手機：射雕英雄傳3D

## 参見
- 金庸筆下武功列表
- 金庸筆下兵器列表
- 金庸筆下門派列表
- 射鵰英雄傳角色列表
- 武侠小说

## 資料來源
1. ↑  射鵰英雄傳原書於1957年9月台湾戒严时期在臺灣出版，1958年1月8日被國民黨政府臺灣省保安司令部（警備總部前身）以〈明旭字第0021號函〉，以違反〈臺灣省戒嚴時期新聞紙、雜誌、圖書管理辦法〉第二條第三款「為共匪宣傳之圖畫文字」為由與《碧血劍》同遭查禁。1980年5月，遠景出版社更名《大漠英雄傳》出版，仍遭警總於28日發出〈隆徹字第2316號函〉以「查內容與經查禁之《射鵰英雄傳》雷同，應予取締，並扣押其出版品。」見廖為民，《美麗島後的禁書》，臺北：前衛出版社。2019年10月出版。外界有謂《射雕英雄传》因暗合毛泽东的词《沁园春·雪》中「一代天骄，成吉思汗，只识弯弓射大雕」，而被迫改成了《大漠英雄传》。
2. ↑  出自《紐約客》2018年4月13日 Nick Frisch 文章， The Gripping Stories, and Political Allegories, of China’s Best-Selling Author （页面存档备份，存于），

//“Condors,” written in the late fifties, captures the trauma of the Communist takeover, through the ancestral memory of the nomad invasions from the north. Its characters face the same challenges as Cha’s generation: deciding whether to join the new northern regime or flee to the south as a patriotic refugee, and the anguish of losing the rivers and mountains of one’s ancestral land. Though it’s a work of kung-fu fiction, the book evokes the central Chinese metaphor of writing history: the mirror, an edifice of the past that we gaze at, seeking glimmers of the present.//

這是Frisch的個人評論。
3. ↑  傅国涌. . 浙江人民出版社. 2013年6月. 第六章「戲劇人生」第四節「射雕英雄傳」。
4. ↑  李思玲. . 当代小说（下）. 2013, (3).
5. ↑  . BBC News 中文.   [2024-05-22]. （原始内容存档于2024-05-22） （中文（繁體））.
6. ↑  . The University of Edinburgh. 2022-03-30  [2024-05-22]. （原始内容存档于2024-05-22） （英语）.
7. ↑  YouTube上的［錄音殘卷］《射雕英雄傳》第65回殘缺